# Thoát Lý
Thoát Lý hay Vương Hãn (tiếng Mông Cổ: Тоорил хан Tooril han hoặc Ван хан Van han; Tiếng Trung: 王汗; mất năm 1203) là một hãn của người Khắc Liệt. Ông là anda (anh em ruột thịt) của Dã Tốc Cai. Ông từng là người bảo hộ và đồng minh quan trọng của Thiết Mộc Chân trong giai đoạn đầu. Những tư liệu chính về cuộc đời của ông được trích trong Mông Cổ bí sử.

## Tôn hiệu
"Vương Hãn" là tôn hiệu do nhà Kim của người Nữ Chânđặt cho Thoát Lý. Trong khoảng thế kỷ 13, Thoát Lý là một trong số các thủ lĩnh từ châu Á được đối chiếu với truyền thuyết về Prester John theo ghi chép của Marco Polo  hoặc có khi là vua David, anh em với John . Tên Cơ đốc giáo của ông có thể đã thực sự là David.

## Giai đoạn đầu đời
Ông sinh khoảng năm 1130 trong một gia đình theo giáo phái Nestorian người Khắc Liệt. Cha ông là Cyriacus Buyruk Khan, thủ lĩnh của bộ tộc Khắc Liệt. Thoát Lý đã có một giai đoạn đầu đời rất khó khăn. Ông bị tộc Miệt Nhi Khất đã bắt cóc khi còn nhỏ và bị bắt làm nô lệ. Ông có thể đã rời khỏi tộc Miệt Nhi Khất sau khi được cha ông giải cứu, dùng tiền chuộc lại hoặc đơn giản là đã tiến hành trốn thoát. Tuy nhiên, theo Bí sử Mông Cổ, ông một lần nữa bị bắt cóc ở tuổi mười ba cùng với mẹ mình bởi người Thát Đát. Khi Thoát Lý quay trở lại tộc Khắc Liệt, cha ông đã gần qua đời. Thoát Lý đã thay thế ông trở thành lãnh đạo tộc Khắc Liệt từ khoảng năm 1165.

## Trị vì
Để loại bỏ những đối thủ tiềm năng, ông đã tiêu diệt những người anh em ruột của mình trong khoảng thời gian từ 1165-1171 . Một trong số họ là Erke Qara đã trốn thoát và chạy sang bộ tộc Nãi Man - một bộ tộc lân cận ở phía tây của Khắc Liệt. Hai anh em khác, Buqa-Timur và Tai-Timur Taïshi đã bị xử tử. Tuy nhiên, thành công ban đầu của Thoát Lý rất ngắn ngủi vì chú của ông vốn được biết đến với tên Gurkhan đã lật đổ ông. Thoát Lý bỏ trốn cùng con gái và một số bề tôi trung thành. Ông đã cố gắng để giành sự hỗ trợ từ tộc Miệt Nhi Khất để lật đổ Gurkhan. Nhưng vị lãnh đạo của tộc Miệt Nhi Khất là Toqto'a Beki đã từ chối giúp đỡ mặc dù Thoát Lý đã hứa gã con gái mình cho Beki vì quân Khắc Liệt rất đông và mạnh để có thể đối phó, sau khi thất bại trong việc nhờ chi viện, Thoát Lý đến gặp cha của Thiết Mộc Chân là Dã Tốc Cai. Dã Tốc Cai đã quyết định giúp Thoát Lý vì trước đó ông đã từng chiến đấu với người Khắc Liệt chống lại người Tatars. Người Khắc Liệt đã rất ngạc nhiên khi Dã Tốc Cai tổ chức tấn công mà không có thời gian chuẩn bị. Mặc dù thực tà quân số Khắc Liệt đông hơn nhiều, nhưng lực lượng của họ đã bị phân tán khắp miền Trung Mông Cổ. Thoát Lý giành lại quyền lãnh đạo bộ tộc và Gurkhan đã bỏ trốn.

### Mối quan hệ với Thiết Mộc Chân
Thoát Lý cùng với anh mình là Jakha Gambhu, Thiết Mộc Chân và Trát Mộc Hợp - anh em kết nghĩa của Thiết Mộc Chân đã cùng lãnh đạo liên minh chống lại người Miệt Nhi Khất khi Bột Nhi Thiếp-vợ của Thiết Mộc Chân bị bắt cóc vào năm 1183 . Hai trong số các thủ lĩnh của Miệt Nhi Khất là Dair Usun và Toqto'a đã bỏ trốn trước đó, có lẽ do được báo cáo bởi những trinh sát đã thấy các đạo quân di chuyển. Liên quân dễ dàng giành chiến thắng trong cuộc giao tranh diễn ra sau đó và khoảng 300 người Miệt Nhi Khất đã thiệt mạng. Các thủ lĩnh đã chia nhau chiến lợi phẩm và trao những phụ nữ Miệt Nhi Khất cho các chiến binh. Những đứa trẻ bị biến thành nô lệ. Bột Nhi Thiếp được tìm thấy sau đó vào buổi tối. Thoát Lý đã trở lại trại của người Khắc Liệt cùng với người của mình, tự hào về một chiến thắng nhanh chóng.
Năm 1194, Thiết Mộc Chân có dự định tấn công liên minh Tatar - bộ tộc từ lâu đã gây ra cho ông nhiều vấn đề, bao gồm cả vụ mưu sát Dã Tốc Cai, ông đã cầu viện Thoát Lý và được chấp thuận khi vị Vương Hãn vẫn hài lòng với chiến thắng mà Thiết Mộc Chân đã có được trước đó. Ông nội của Thoát Lý là Marcus Buyruk Khan cũng từng bị ám sát bởi người Tatar, điều này cho ông một lý do tương tự với Thiết Mộc Chân để trả thù. Thoát Lý đã tham gia với Thiết Mộc Chân cùng vài nghìn quân Khắc Liệt. Người Jurkhin - một bộ tộc Mông Cổ, cũng được mời tham gia vào cuộc chiến nhưng từ chối lời đề nghị vì họ cũng có chút thù địch với tộc Bột Nhi Chỉ Cân (dòng dõi của Thiết Mộc Chân). Cuối cùng họ đã kết đồng minh với Hoàn Nhan Tương (完顏 襄) thừa tướng của Hoàng đế Kim Chương Tông của nhà Kim. Người Tatars đã bị người Nữ Chân coi là mối nguy hại và đây cơ hội là hoàn hảo để tiêu diệt chúng. Khi lực lượng liên hợp của Thoát Lý và Thành Cát Tư Hãn tấn công người Tatars, Người Tatars đã bị vây hãm trong một cuộc giao tranh vì các chiến binh Nữ Chân từ phía sau họ đã dễ dàng vây ráp kẻ thù. Đàn ông đã bị tàn sát, phụ nữ bị cướp làm vợ lẽ và trẻ em được nhận làm con nuôi hoặc trở thành người hầu, nô lệ. Khoảng hàng nghìn người Tatar đã kháng cự và tự mình trốn thoát. Đây là thời điểm mà Thoát Lý nhận được tôn hiệu Vương Hãn-.
Cuối năm đó, ông bị lật đổ bởi Erke Qara, người anh em mà ông đã không thể loại bỏ đã quay trở lại với quân đội Nãi Man. Nhiều người Khắc Liệt không hài lòng với sự trị vì của Thoát Lý nên đã hỗ trợ trong việc lật đổ ông. Thoát Lý chạy đến Tây Liêu với sự bảo hộ của Gia Luật Trực Lỗ Cổ  mà không hề tìm kiếm sự giúp đỡ của Thiết Mộc Chân. Theo bí sử Mông Cổ, ông đã ở lại đó một năm. Sau khi rời Tây Liêu, Thoát Lý quyết định gia nhập thế lực của Thành Cát Tư Hãn. Theo Rashid al-Din, ông đã đến được cứ điểm của Thành Cát Tư Hãn vào năm 1196. Thoát Lý đã trở thành khách của Thiết Mộc Chân trong khoảng hai năm.

## Nắm quyền lãnh đạo lần 2
Trong lúc sống lưu vong, Thoát Lý đã nhận được hỗ trợ từ Thiết Mộc Chân- sau đó đã tiến hành cuộc chinh phạt bộ tộc Miệt Nhi Khất lần hai và trao một phần lớn những chiến lợi phẩm cho Thoát Lý. Vị Vương Hãn đã phân phát những tặng phẩm này cho các thủ lĩnh tộc Khắc Liệt để củng cố liên minh với bộ tộc gốc gác của mình. Thiết Mộc Chân sau đó đã tấn công một chi tộc Khắc Liệt là Tumen Tubegen và một phần lớn trong số những người sống sót đã quy phục Thoát Lý. Thoát Lý đã hoàn toàn giành lại quyền kiểm soát tộc Khắc Liệt vào khoảng năm 1198. Người Nãi Man vẫn giữ vị trí trung lập mà không tiến hành chi viện cho Erke Qara vì bộ tộc Nãi Man đã bị chia rẻ nội bộ giữa hai vị hãn là Khan Buyruq chiếm phần phía nam và Tayang khan thừa kế phần phía bắc của vùng đất Naiman. Sau khi thất bại, Erke Qara đã bỏ trốn một lần nữa sang lãnh thổ của Buyruq khan. Để ban thưởng cho những chiến binh Khắc Liệt vẫn trung thành với mình, Thoát Lý đã ra lệnh cho họ cướp bóc bộ tộc Miệt Nhi Khất đã bị suy yếu lần thứ ba. Những thủ lĩnh quan trọng của tộc Miệt Nhi Khất bao gồm hai con trai của Toqto'a-beki đã bị bắt trong khi một người khác bị sát hại. Anh trai của Thoát Lý là Jakha Gambhu đã trở thành anh em kết nghĩa của Thiết Mộc Chân.

### Mối quan hệ với người Nãi Man
Vào khoảng năm 1199, Thoát Lý muốn giải quyết triệt để mâu thuẫn với người Nãi Man và sự đấu đá nội bộ giữa hai anh em là hai vị hãn của bộ tộc này là một cơ hội tốt để tấn công. Nếu quân Thoát Lý tấn công một trong hai vị hãn, gần như chắc chắn rằng người kia sẽ không can dự và Thoát Lý có thể lần lượt tiêu diệt từng kẻ thù mà không cần phải đối đầu với hai đối thủ cùng lúc, vốn đã có thể hình thành một liên minh đáng gờm. Thoát Lý đã thành công trong việc chiêu mộ Thiết Mộc Chân và Trát Mộc Hợp là thủ lĩnh bộ tộc Trát Đạt Lan thành đồng minh một lần nữa, vì gần đây họ đã trở thành kẻ thù. Thiết Mộc Chân và Trát Mộc Hợp đã chấp thuận nhưng không thực sự tin tưởng nhau. Khi các lực lượng của liên minh tập hợp lại để chống lại quân đội Nãi Man của Buyruq, họ nhận ra rằng vùng đất Nãi Man có lợi cho một cuộc truy đuổi lâu dài. Thật vậy, Thoát Lý đã gặp rất nhiều khó khăn để truy đuổi kẻ thù của mình vì họ có nhiều đất để tiến hành trốn thoát. Sau chuyến truy đuổi vài trăm kilomet, Thoát Ký nhận ra rằng mình không bao giờ có thể tóm được kẻ thù và quay về. Tướng Kökse Sabraq của Buyruq đã tấn công Thoát Lý khi ông tách biệt khỏi Thiết Mộc Chân, đánh bại con trai của Thoát Lý là Senggüm, bắt giữ con trai và vợ của ông ta. Tuy nhiên họ đã bị đánh trả nhờ sự chi viện từ Thiết Mộc Chân.
Năm 1200, Thoát Lý tiến hành chi viện khi Thiết Mộc Chân bị tấn công bởi một liên minh do tộc Thái Xích Ô thành lập, do kẻ thù cũ của Thiết Mộc Chân là Targhutai Kiriltuk chỉ huy và quân Miệt Nhi Khất do Toqto'a Beki vốn đã phục vị cho con trai mình trên bờ sông Onon.

### Mối quan hệ với Trát Mộc Hợp
Năm 1201, Trát Mộc Hợp đang có quan hệ thù địch với Thiết Mộc Chân. Một loạt các bộ tộc Mông Cổ bao gồm Thái Xích Ô, Ikires, Qorolas, Salji'ut, Đỗ Nhĩ Bách Đặc, Suldus, Qatagin, Besud, Miệt Nhi Khất, Ngõa Lạc và cả người Tatars đã công nhận Trát Mộc Hợp là "Cổ Nhi hãn". Thoát Lý đã quyết định liên minh với Thiết Mộc Chân để chống lại thế lực ngày càng tăng của Trác Mộc Hợp. Thoát Lý, Jakha Gambu và Thiết Mộc Chân đã đi vào thung lũng Kerulen với 15000 quân. Khi trông thấy kẻ thù, đoàn quân leo lên núi vì để đi tắt đón đầu kẻ thù. Đó cũng là lúc Buyruq của người Nãi Man đã gia nhập Trát Mộc Hợp. Thoát Lý và Thiết Mộc Chân đã chiến đấu một trận phòng thủ rất khó khăn và nguy hiểm. Mưa xối xả khiến những ngọn đồi núi trập trùng, binh sĩ rơi từ đỉnh cao xuống những khe núi. Sau khi kẻ thù rút hết lực lượng, Thoát Lý rời đi để trở về sông Tula cùng với binh sĩ của mình. Thiết Mộc Chân đã truy đuổi kẻ thù và kết liễu nhiều kẻ còn đang trên lưng ngựa. Targhutai được cho là đã bị thương đến chết từ trận chiến.
Trát Mộc Hợp đã thất bại nặng nề trong trận đánh đầu tiên và Buyruq đã giành quyền chỉ huy quân đội vào năm 1202. Thiết Mộc Chân đã chủ động thực hiện một cuộc đồ sát người Tatar khiến số lượng dân Tatars giảm đi đáng kể. Khi Thiết Mộc Chân và Thoát Lý quay trở lại vùng núi, nhưng lần này là ở phần phía nam của họ phải đối mặt với đội quân do Kuchuguden chỉ huy, trong số đó có tộc Miệt Nhi Khất, Nam Nãi Man, Ngõa Lạc và các bộ tộc theo Trát Mộc Hợp. Sáu bộ tộc đã rời khỏi liên minh với Trát Mộc Hợp và hiện chỉ còn bốn. Một lần nữa, các con dốc, cây cối và các chướng ngại vật tự nhiên khác đã làm chậm bước tiến của rất nhiều kẻ thù của Thoát Lý và Thiết Mộc Chân Khiến cuộc chiến dần trở nên thuận lợi.

## Cái chết
Thoát Lý đã rất già vào những năm 1203. Ông đã hơn 70 tuổi và không còn linh hoạt như thời trẻ. Con trai của ông là Ilga Senggüm nắm quyền chỉ huy quân đội Khắc Liệt và Thoát Lý trở chỉ còn là biểu tượng. Ilga đầy tham vọng đã gia nhập lực lượng với Trát Mộc Hợp, Altan và Qutchar, người đã thuyết phục anh ta loại bỏ Thiết Mộc Chân. Ilga đã cố gắng ám sát Thiết Mộc Chân nhưng thất bại, và sau đó đối đầu với lực lượng Thiết Mộc Chân trong một trận chiến khốc liệt, Ilga đã bị thương. Thoát Lý đã có mặt và đảm nhận quyền chỉ huy, nhưng ít nhiều ông vẫn có thể tự chiến đấu do tuổi già và rút quân khỏi cuộc chiến. Một số người Khắc Liệt đã gia nhập lực lượng của Thiết Mộc Chân trong và sau trận chiến. Trận chiến này được gọi là "Trận chiến của cát cháy". Sau trận đánh, Thiết Mộc Chân nhận được sự đầu quân của tộc Qonggirat, những kẻ đã đối đầu với ông trong trận đầu tiên tại Kerulen và sau đó chạy đến chỗ của Trát Mộc Hợp. Tuy nhiên, quân của Thoát Lý và Ilga vẫn đông hơn. Thiết Mộc Chân đã cử sứ giả đến để yêu cầu hòa bình mong muốn nối lại tình bạn của mình với Thoát Lý. Ilga bấy giờ đang thay mặt cho cha mình, đã từ chối lời đề nghị. Nhiều bộ tộc khác đã gia nhập quân của Thiết Mộc Chân trong năm đó. Ông đã sở hữu 11 bộ tộc, chiếm một phần ba dân số toàn Mông Cổ. Khi số lượng kẻ thù tăng lên, Trát Mộc Hợp, Qutchar và Altan đã âm mưu chống lại Thoát Lý nên đã rời khỏi lãnh địa tộc Khắc Liệt để ẩn náu tại lãnh địa của bộ tộc Nãi Man phương Bắc. Các bộ tộc Tayitchi'ut, Dorbed, Qatagin và Salji'ut đã đi theo họ.
Thoát Lý qua đời sau khi Thiết Mộc Chân bất ngờ tấn công tộc Khắc Liệt. 8000 kỵ binh Mông Cổ đã đối mặt với quân đội Khắc Liệt trong ba ngày nhưng cuối cùng Khắc Liệt đầu hàng. Thoát Lý chạy đến chỗ Tayang Khan nhưng bị giết bởi một người lính Nãi Man tên là Qori Sübeči do không nhận ra đó vị hãn của người Khắc Liệt. Phần lớn người Khắc Liệt đã quay sang liên minh với Thiết Mộc Chân. Đầu của Thoát Lý được chuyển đến cho Tayang, ông đã giẫm lên và nghiền nát nó.

## Gia đình
Thoát Lý kết hôn với một phụ nữ Khiết Đan và có ít nhất hai con trai - Ilga Senggüm và Uyku. Theo Jami 'al-Tawarikh,  Doquz Khatun là con gái của Uyku.

## Di sản
Bắt đầu từ thế kỷ 15, các quý tộc Torghut tuyên bố có nguồn gốc từ dòng họ của Thoát Lý.

## Thông tin về Vương Hãn trong các nguồn tư liệu
Trong Đoạn 150-151 của Bí sử Mông Cổ (viết năm 1240):
"Vương Hãn của tộc Khắc Liệt trước đó đã là một người bạn tốt và là anda (anh em ruột thịt) của Dã Tốc Cai. Lý do trở thành anda như sau: Vương Hãn sau khi giết các anh em của mình, các con trai của Cha Khan Kurchakus Buyuruk, đã có những hành động thù địch cùng với người chú của mình là Gur Khan và ẩn náu tại một vùng đất có tên là Kara'un Crevice. Từ đó, ông ta gần như không thể trốn thoát khi chỉ có khoảng một trăm người nên đã tìm đến Dã Tốc Cai. Dã Tốc Cai đã bảo hộ hắn và dẫn đội quân của mình, xua đuổi Gur Khan đến vùng đất của người Đảng Hạng, bắt thần dân và gia súc của mình và giao cho Vương Hãn và trở thành anda. Sau đó Erkh Khar, anh trai của vị Vương Hãn, sợ bị vị Vương Hãn ám sát, đã chạy trốn đến chỗ Inancha Khan của Nãi Man. Khi Inancha Khan quay lại cùng đội quân của mình, vị Vương Hãn đã bỏ trốn, lang thang qua ba thành phố và đến chỗ Gur Khan của Tây Liêu, ông ta trở nên thù địch với vị hãn đó và lang thang qua các thành phố của người Duy Ngô Nhĩ và Đảng Hạng, dẫn theo năm con dê và uống máu lạc đà và hầu như không sống sót đến Hồ Guse'ur, nơi Thành Cát Tư Hãn, nhớ lại lần ông ta trở thành anda với cha mình là Dã Tốc Cai, đã cử các sứ thần của mình là Dahai Baatar và Sukekei Je'un đến đón ông ta và sau đó Thành Cát Tư Hãn đích thân đến đón ông tại đầu nguồn sông Kherlen. Thương xót cho hành trình đói khát gian khổ của mình, ông phải phó mặc cho bề tôi của mình (Thành Cát Tư Hãn), nuôi dưỡng ông ta trong Khuree (trại) của riêng mình và chăm sóc ông ta. Mùa đông năm đó họ cùng nhau chuyển đến trú đông tại Khubakhaya. "

Trong Đoạn 152 của Bí sử:
"Những người anh em và quý tộc của Vương Hãn đã kể như sau: 'Người anh cả này của chúng ta là một người không tốt, có ý đồ xấu xa giết chết người thân của mình. Hắn đã sát hại những người anh em quý báu của mình. Hắn cũng chạy đến Tây Liêu để được bảo vệ và ẩn náu ở đó trong sự khuất phục. Hắn không yêu thương bộ tộc của mình mà bắt nó phải chịu đựng một cách tàn nhẫn. Chúng ta phải làm gì với hắn? Khi hắn lên bảy tuổi, hắn đã bị bắt bởi người Miệt Nhi Khất, mặc một bộ đồ da dê đen, đi đến Buur Steppe của Selenge và sống giã ngũ cốc cho tộc Miệt Nhi Khất. Cha của hắn là Kurchakus Buyuruk Khan đã tấn công bộ tộc Miệt Nhi Khất và cứu con trai mình. Nhưng Thoát Lý này lại bị bắt bởi Ajai Khan của người Tatar, người đã bắt hắn và người mẹ khi mới ở tuổi 13. Ở đó, hắn đã phải chăn những con lạc đà, sau đó hắn trốn thoát với người chăn cừu của Ajai Khan, chạy trốn khỏi Nãi Man trong sợ hãi và đến chỗ Gur Khan của Tây Liêu tại sông Chui ở vùng đất Sartuul (Hồi giáo). Ở đó một năm hắn lại chạy trốn và lang thang qua vùng đất của người Duy Ngô Nhĩ, chạy trốn qua đất của người Đảng Hạng, dẫn theo năm con dê, ăn máu lạc đà và đến chỗ Thiết Mộc Chân với một con ngựa nâu mù. Cậu trai Thiết Mộc Chân đã bảo hộ cho hắn và cho hắn ăn. Nhưng giờ đây hắn ấy quên mất mình là ai và đang ấp ủ những ý định xấu xa. ' Vương Hãn đã cho những người tham gia cuộc thảo luận, gồm Elqudur, Khulbari và Arin Taij những người anh em và quý tộc của hắn bị bắt. Em trai của Vương Hãn là Jakha Khambu đã trốn thoát được và đến tộc Nãi Man. Vương Hãn đưa những người anh em bị bắt của mình vào lều và nói 'Các anh nói sao về cách tôi đi qua vùng đất của người Duy Ngô Nhĩ và vùng đất Đảng Hạng? Những kẻ khốn nạn này đã nghĩ gì vậy? "Và nhổ nước bọt vào mặt họ. Sau đó, hắn đã sai những người khác trong lều đứng dậy và nhổ nước bọt vào mặt họ. Hắn thả ngựa của họ ra.”

Trong Đoạn 164 của Bí sử:
"Vương hãn đã kể lại rằng" anda Dã Tốc Cai của tôi đã cứu và tái hợp đất nước đã mất và đang chết của tôi. Con trai cả của ông ấy là Thiết Mộc Chân đã tái hợp và duy trì quốc gia đã bị phân tán và lang thang của tôi. Hai người, cha và con trai, để duy trì quốc gia của tôi: ai đã khiến họ cố gắng một cách tha thiết? Vì điều gì mà họ đã phải chịu đựng một cách vô vị lợi như vậy? Nếu tôi, một người đàn ông già như tôi, được dựa vào một ngọn núi cao, gục đầu trên cỏ và ra đi, thì ai sẽ là người thừa kế đất nước rộng lớn này của tôi? Nếu tôi, Thoát Lý hãn rời bỏ ger có tường bao quanh và đi đến một cái ger đá, ai sẽ chăm sóc cho đất nước đã được tập hợp dưới quyền tôi?... Mặc dù tôi có những người anh em nhưng họ không thể gánh vác công việc đất nước, họ không có tính cách ổn định tốt, họ là những người phiền phức và khó tính. Mặc dù tôi có một người con trai duy nhất là Sengum nhưng nó không có bạn đời. Tôi sẽ để Thiết Mộc Chân trở thành anh cả của Sengum, tôi sẽ có hai con trai và sống những năm tháng còn lại của tôi trong yên bình. ' Sau đó Thành Cát Tư Hãn và Vương Hãn trở thành cha con tại khu Rừng Đen của sông Tuul. Từ lâu Vương Hãn đã trở thành anda với Dã Tốc Cai vì vậy ông ta coi Vương Hãn như cha của mình và họ đã trở thành cha con. Họ nói những lời sau đây: 'Khi chúng ta chiến đấu chống lại kẻ thù ngoại tộc, chúng ta hãy cùng nhau chiến đấu. Khi chúng ta đi săn giải trí trên núi đá, chúng ta hãy cùng nhau đi săn. " Thiết Mộc Chân và Vương Hãn lại nói: "Nếu lưỡi rắn độc chen vào giữa chúng ta, chúng ta đừng xa cách nhau mà hãy gặp mặt trực tiếp và hóa giải cái ác nghiệt đó. Khi một chiếc răng nanh xuất hiện giữa những người bạn phá vỡ sự đoàn kết, chúng ta đừng thù địch nhau mà hãy gặp gỡ và nói chuyện trực tiếp và tìm ra những lý do. ' Vì vậy, họ đã kiên định lời nói của mình và đi tiếp trong tình bạn. "

Trong Đoạn 178 của Bí sử:
"Vương Hãn khi nghe được những lời này (của Thành Cát Tư Hãn) đã nói: 'Than ôi, tôi đã rời xa khỏi người con trai ngoan và làm bôi bác vị thế vốn có của mình. Tôi đã chia rẽ với người con trai đáng kính của mình và đã làm một hành vi mất đoàn kết." Sau khi nói những lời ăn năn này, ông ta đã tuyên thệ rằng 'Nếu tôi nghĩ xấu con trai tôi, Thiết Mộc Chân thì máu của tôi sẽ chảy như vầy' và ông ta dùng dao chọc vào đầu ngón tay của mình, lấy máu vào một chiếc hộp nhỏ và nói rằng 'Hãy gửu cái này cho con trai tôi. ' Thành Cát Tư Hãn sau đó đã gửi thông điệp sau cho Trát Mộc Hợp: "Với dã tâm độc ác, ông đã tách tôi ra khỏi người cha hãn của tôi. Ai dậy sớm hơn trong hai chúng ta sẽ uống từ chiếc cốc màu xanh của cha chúng ta (Vương Hãn). Tôi luôn thức dậy sớm hơn và đã uống từ cốc của ông ấy nên ngươi chắc hẳn phải ghen tị. Bây giờ hãy uống hết sức có thể từ chiếc cốc màu xanh của cha hãn. Làm sao ngươi có thể vét cạn được nó? ‘'

Trong Đoạn 189 của Bí sử:
"Gurbesu, mẹ của Tayan Khan của tộc Nãi Man kể lại rằng:" Vương Hãn là một vị hãn vĩ đại và lâu đời. Hãy mang đầu của ông ấy đi. Nếu đó thực sự là ông ấy, chúng ta sẽ tôn thờ ông ấy "và bà đã cử một sứ giả đến Korisu-beki. Họ chặt đầu ông ấy ra khỏi xác và mang nó đến và đó thực sự là ông ấy. Vì vậy, họ đặt đầu ông ấy trên một tấm đệm trắng, dâng thức ăn, thổi kèn, chơi trò cưỡi ngựa và thờ phượng, đặt đồ cúng và nâng chén. Khi đó, Tayan Khan giận dữ vì cái đầu mỉm cười đã dẫm lên cái đầu đó. Lúc đó Kugse'u Sabrag nói: 'Cắt và mang đầu một gã hãn chết, dẫm lên và ném nó đi có đúng không? Những con chó của chúng tôi đã bắt đầu tru lên (với những điềm báo xấu). "

Trong cuốn Lịch sử Giáo hội của Bar Hebraeus viết vào thế kỷ 13 :
Trong Những chuyến đi của Marco Polo, cuốn 1, chương 47:
"Bây giờ vào năm Công nguyên 1200, ông ấy đã gửi một sứ giả đến Prester John bày tỏ mong muốn được lấy con gái ông làm vợ. Nhưng khi Prester John nghe tin Chinghis Kaan hỏi cưới con gái ông đã rất tức giận và nói với các sứ giả," Trơ trẽn gì thế này, đi hỏi vợ với con gái ta! Có phải hắn không rõ rằng hắn chỉ là một tay sai và một chư hầu của ta chăng? Hãy quay lại với hắn và nói với hắn rằng ta thà phóng hỏa đốt cháy con gái mình còn hơn là gả con gái cho hắn, và rằng hắn đáng chết dưới tay ta, quân phản loạn và kẻ phản bội chính là hắn! ”Vì vậy, ông ta ra lệnh cho các sứ giả tại đó đừng bao giờ gặp mặt ông ta nữa. Các sứ giả, khi nhận được câu trả lời này, đã quay về ngay lập tức, nhanh chóng đến gặp chủ nhân của họ, và kể lại tất cả những gì Prester John đã ra lệnh cho họ nói, không giấu bất cứ thứ gì.